# يوري كوزنيتسوف (ممثل)
يوري كوزنيتسوف (الروسية: Юрий Александрович Кузнецов) هو ممثل روسي (وحمل سابقاً جنسية الاتحاد السوفيتي)، ولد في 3 سبتمبر 1946 بأباكان في روسيا. بدأ مشواره المهني سنة 1969.

## أعمال

### أفلام
- (1989) الكلاب
- (2009) قيصر

## وصلات خارجية
- يوري كوزنيتسوف على موقع IMDb (الإنجليزية)
- يوري كوزنيتسوف على موقع ميتاكريتيك (الإنجليزية)
- يوري كوزنيتسوف على موقع روتن توميتوز (الإنجليزية)
- يوري كوزنيتسوف على موقع ألو سيني (الفرنسية)
- يوري كوزنيتسوف على موقع ألو سيني (الفرنسية)
- يوري كوزنيتسوف على موقع ألو سيني (الفرنسية)
- يوري كوزنيتسوف على موقع ألو سيني (الفرنسية)
- يوري كوزنيتسوف على موقع تيرنر كلاسيك موفيز (الإنجليزية)
- يوري كوزنيتسوف على موقع أول موفي (الإنجليزية)
- يوري كوزنيتسوف على موقع قاعدة بيانات الأفلام السويدية (السويدية)